# Megaporus wilsoni
Megaporus wilsoni är en skalbaggsart som beskrevs av Mouchamps 1964. Megaporus wilsoni ingår i släktet Megaporus och familjen dykare. Inga underarter finns listade i Catalogue of Life.